# Championnat de Pologne de football de deuxième division 2024-2025
Navigation
I liga 2023-2024 I liga 2025-2026
La saison 2024-2025 du championnat de Pologne de football de deuxième division est la 77e saison de l'histoire de la compétition et la 17e sous l'appellation « I liga ». Ce championnat oppose dix-huit clubs polonais en une série de trente-quatre rencontres, disputées selon le système aller-retour où les différentes équipes s'affrontent une fois par phase, et où les deux premiers gagnent le droit d'accéder directement à la première division l'année suivante.
Les équipes classées de la 3e à la 6e place jouent les barrages de montée pour déterminer le troisième promu.

## Compétition

### Classement
| Rang | Équipe                       | Pts | J  | G  | N  | P  | Bp | Bc | Diff |
| ---- | ---------------------------- | --- | -- | -- | -- | -- | -- | -- | ---- |
| 1    | Arka Gdynia                  | 72  | 34 | 21 | 9  | 4  | 63 | 24 | +39  |
| 2    | Bruk-Bet Termalica Nieciecza | 71  | 34 | 21 | 8  | 5  | 70 | 39 | +31  |
| 3    | Wisła Płock                  | 64  | 34 | 18 | 10 | 6  | 58 | 38 | +20  |
| 4    | Wisła Cracovie               | 62  | 34 | 18 | 8  | 8  | 63 | 32 | +31  |
| 5    | Miedź Legnica                | 56  | 34 | 16 | 8  | 10 | 56 | 45 | +11  |
| 6    | Polonia Varsovie P           | 56  | 34 | 16 | 8  | 10 | 46 | 37 | +9   |
| 7    | GKS Tychy                    | 53  | 34 | 13 | 14 | 7  | 47 | 36 | +11  |
| 8    | Znicz Pruszków               | 52  | 34 | 14 | 10 | 10 | 52 | 43 | +9   |
| 9    | Górnik Łęczna                | 50  | 34 | 13 | 11 | 10 | 50 | 42 | +8   |
| 10   | Ruch Chorzów R               | 48  | 34 | 13 | 9  | 12 | 50 | 46 | +4   |
| 11   | ŁKS Łódź R                   | 47  | 34 | 13 | 8  | 13 | 50 | 41 | +9   |
| 12   | Stal Rzeszów                 | 35  | 34 | 9  | 8  | 17 | 42 | 59 | -17  |
| 13   | Chrobry Głogów               | 33  | 34 | 8  | 9  | 17 | 37 | 59 | -22  |
| 14   | Odra Opole                   | 30  | 34 | 7  | 9  | 18 | 31 | 61 | -30  |
| 15   | MKP Pogoń Siedlce P          | 30  | 34 | 7  | 9  | 18 | 38 | 53 | -15  |
| 16   | Kotwica Kołobrzeg P          | 29  | 34 | 6  | 11 | 17 | 29 | 55 | -26  |
| 17   | Warta Poznań R               | 24  | 34 | 6  | 6  | 22 | 22 | 56 | -34  |
| 18   | Stal Stalowa Wola P          | 23  | 34 | 4  | 11 | 19 | 27 | 65 | -38  |

| Légende : Promotions et relégations | Légende : Promotions et relégations                              |
| ----------------------------------- | ---------------------------------------------------------------- |
|                                     | Promotion en Ekstraklasa : 1er et 2e                             |
|                                     | Qualification pour les barrages de montée : 3e au 6e             |
|                                     | Relégation en II liga : 16e, 17e et 18e                          |
|                                     | R : Relégué de première division P : Promu de troisième division |

### Barrages de montée
| Demi-finale 1 | (3e) Wisła Płock | 2 - 1   | (6e) Polonia Varsovie |  |  |
| 29 mai 2025   |                  | (1 - 1) |                       |  |  |

| Demi-finale 2 | (4e) Wisła Cracovie | 0 - 1   | (5e) Miedź Legnica |  |  |
| 29 mai 2025   |                     | (0 - 1) |                    |  |  |

---
| Finale      | Wisła Płock | 2 - 0   | Miedź Legnica | Kazimierz Górski Stadium, Płock |                      |
| 1 juin 2025 |             | (1 - 0) |               | Spectateurs : 13 840            | Spectateurs : 13 840 |

- Wisła Płock est promu en première division polonaise après deux années d'absence[1].